# Ksar Beni Skouken
Ksar Beni Skouken (en arabe : قصر بني سكوكن) est un village fortifié dans la province de Zagora, région de Draa-Tafilalet au sud-est du Maroc .